# Changing Faces (álbum de Bros)
Changing Faces es el tercer álbum de la banda de pop británica Bros. Fue lanzado el 30 de septiembre de 1991 y fue el primer álbum en el que Matt Goss y Luke Goss coescribieron todas las canciones. También fue la primera vez que Nicky Graham no participó ni en las tareas de escritura ni de producción. El álbum alcanzó el puesto 18 en la lista de álbumes del Reino Unido y generó dos sencillos, los cuales llegaron al top 40 en la lista de sencillos del Reino Unido.

## Recepción crítica
Las críticas del álbum fueron en gran medida negativas. Jimmy Nichol de Q dijo que el álbum se esforzó por copiar el estilo de George Michael en un intento de encontrar el éxito, aunque "hay algunas baladas bonitas". Concluyó, sin embargo, que Changing Faces "sufre en parte de las letras incesantemente misóginas de Matt... pero sobre todo de la incapacidad de Bros para producir material propio genuinamente original". En Melody Maker, los Stud Brothers afirmaron que "los hermanos han abandonado su arrogancia y, por tanto, no queda nada de lo que los convirtió en un fenómeno (marginalmente) divertido". Dijeron que la combinación del álbum de "falso funk y baladas atrozmente demasiado sentimentales es tan grotescamente exuberante y repugnantemente opulenta (orquestas empalagosas desmayadas y guitarras de sesión gruesas) que uno se pregunta a quién podría estar dirigido".

## Lista de canciones
1. "Try" – 4:20
2. "Never Love Again" – 4:39
3. "Just Another Tear" – 3:57
4. "Leave Me Alone" (M. Goss, L. Goss, I. Green) – 3:33
5. "Are You Mine?" (M. Goss, L. Goss, P. Powell) – 5:36
6. "Changing Faces" – 3:59
7. "You're My Life" (M. Goss, L. Goss, G. Cole) – 4:13
8. "Don't Go Loving Me Now" – 3:44
9. "Shot in the Back" – 4:16
10. "Break My Silence" – 4:55